# Nieuwe Duitse school

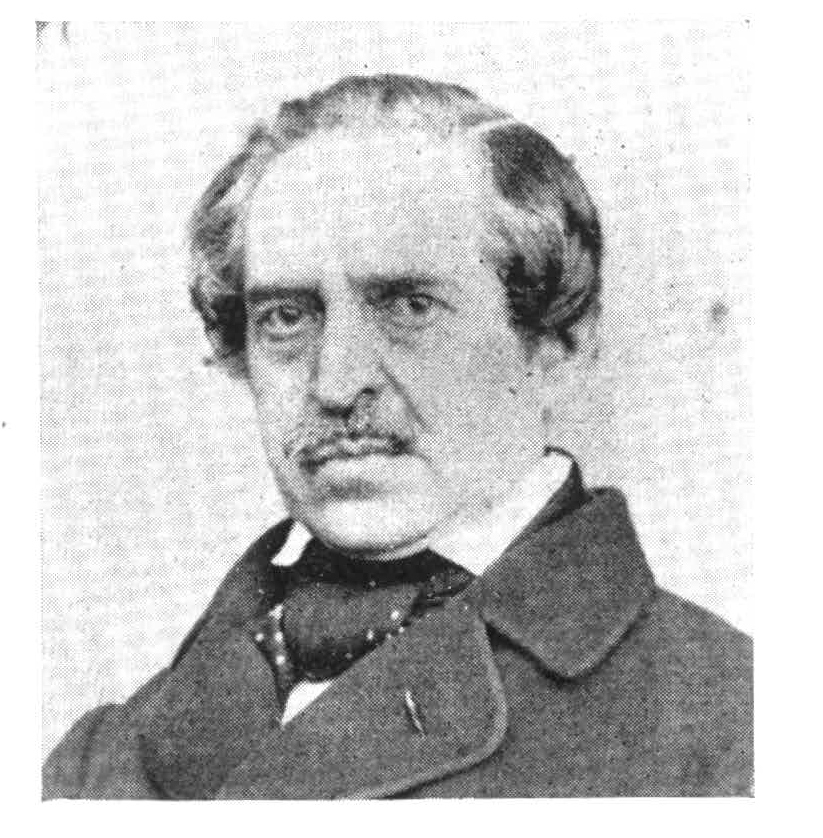
Franz Brendel

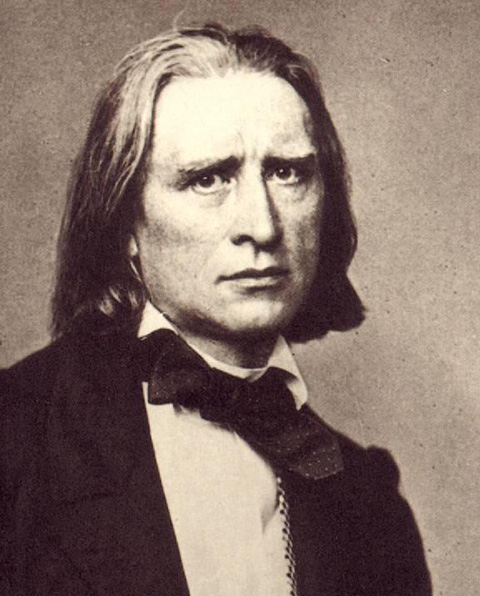
Frans Liszt

De Neudeutsche Schule was een muzikale stroming in de tweede helft van de 19e eeuw, die zich afzette tegen de sterk op de Eerste Weense School georiënteerde absolute muziek van componisten als Johannes Brahms en Felix Mendelssohn Bartholdy. De voorstanders van de Neudeutsche Schule streefden een meer programmatische muziek na.
In de tweede helft van de 19e eeuw had Franz Liszt in Weimar een groep componisten en muziekwetenschappers gevormd, die de muziek van de toekomst vorm wilde geven. Deze muziek was in hun visie programmatisch, theatraal en sterk literair georiënteerd. De verdere ontwikkeling van de absolute muziek in de lijn van de Weense klassieken was volgens deze opvatting een dwaalweg. In een publiek gevoerd debat tussen componisten uit de beide richtingen, in de muziekgeschiedenis bekend als de Musikstreit, liepen de emoties hoog op.
De term "Neudeutsche Schule" stamt van Franz Brendel, uitgever van het tijdschrift Neue Zeitschrift für Musik.
Naast Brendel en Liszt zijn de belangrijkste vertegenwoordigens van deze stroming de componisten Hector Berlioz, Richard Wagner, Peter Cornelius, Felix Draeseke en de musicoloog Arthur Seidl. De bekende dirigent Hans von Bülow had aanvankelijk ook sympathie voor de ideeën van de Neudeutsche Schule maar ontwikkelde zich later tot een tegenstander van deze school.